# Крушение на станции Ельниково
Крушение на станции Ельниково — крушение поездов, случившееся в субботу 22 декабря 1990 года в Прохоровском районе Белгородской области, когда на станции Ельниково (в настоящее время остановочный пункт Юго-Восточной железной дороги) Белгородского отделения Южной железной дороги столкнулись сразу три поезда — грузовой и два пассажирских. Официально в происшествии погибли 11 человек, полсотни были ранены.

## Предшествующие обстоятельства
Станция Ельниково в Белгородской области по размерам была относительно небольшой, а её путевое развитие состояло из двух главных и двух боковых путей. В ночь на день трагедии в 02:10 на пульте у дежурного по станции начала гореть лампочка занятости участка второго главного пути между стрелочными переводами № 4 и 8 (участок «4-8 СП»), что в чётной горловине станции. Дежурным по станции (ДСП) Ельниково в тот день был Шепиль С. В., который опознал ложную занятость этого участка и направил туда для исправления электромеханика СЦБ (ШН СЦБ) Фирсова. При этом Шепиль не записал в Журнале о данном случае.
Когда электромеханик Фирсов прибыл на участок 4-8 СП, то в потёмках он, с его слов, не смог найти причину неисправности. Есть,однако, вероятность, что на допросах Фирсов лукавил, так как он уже ранее ремонтировал стрелочный перевод № 8, когда оборвался один из электрических медных соединителей в переходной кривой. Выполняя ремонт в тот раз, Фирсов не стал восстанавливать соединитель, что довольно утомительно, а просто прикрутил оторвавшийся соединитель к штепсельному болту посредством обычной скрутки. В этот раз из-за такого ненадёжного ремонта произошла потеря контакта между соединителем и штепсельным болтом, что и стало одной из причин сбоя в работе сигнализации занятости пути. Другой причиной стало то, что оборвался уже другой трёхметровый (3,3 метра) соединитель. Фирсов мог знать, что во втором случае причина неисправности такая же, как и ранее, но не стал заморачиваться в определении фактической причины и тем более устранять её. Кроме того он знал, что на этой станции боковой 4-й путь используется редко, поэтому просто взял электрическую перемычку и замкнул контакты 21 и 22 на дополнительном путевом реле участка между стрелками № 4 и 8. Сигнализация участка стала работать нормально, но электромеханик не стал сообщать дежурному по станции о том, как он устранил проблему путём грубого нарушения инструкций, так как это как минимум грозило депремированием. Между тем такое действие привело к тому, что теперь не работала сигнализация занятости бокового ответвления на стрелочном переводе № 8, отключив этот небольшой участок пути из электрической сигнализации станции.

## Столкновение

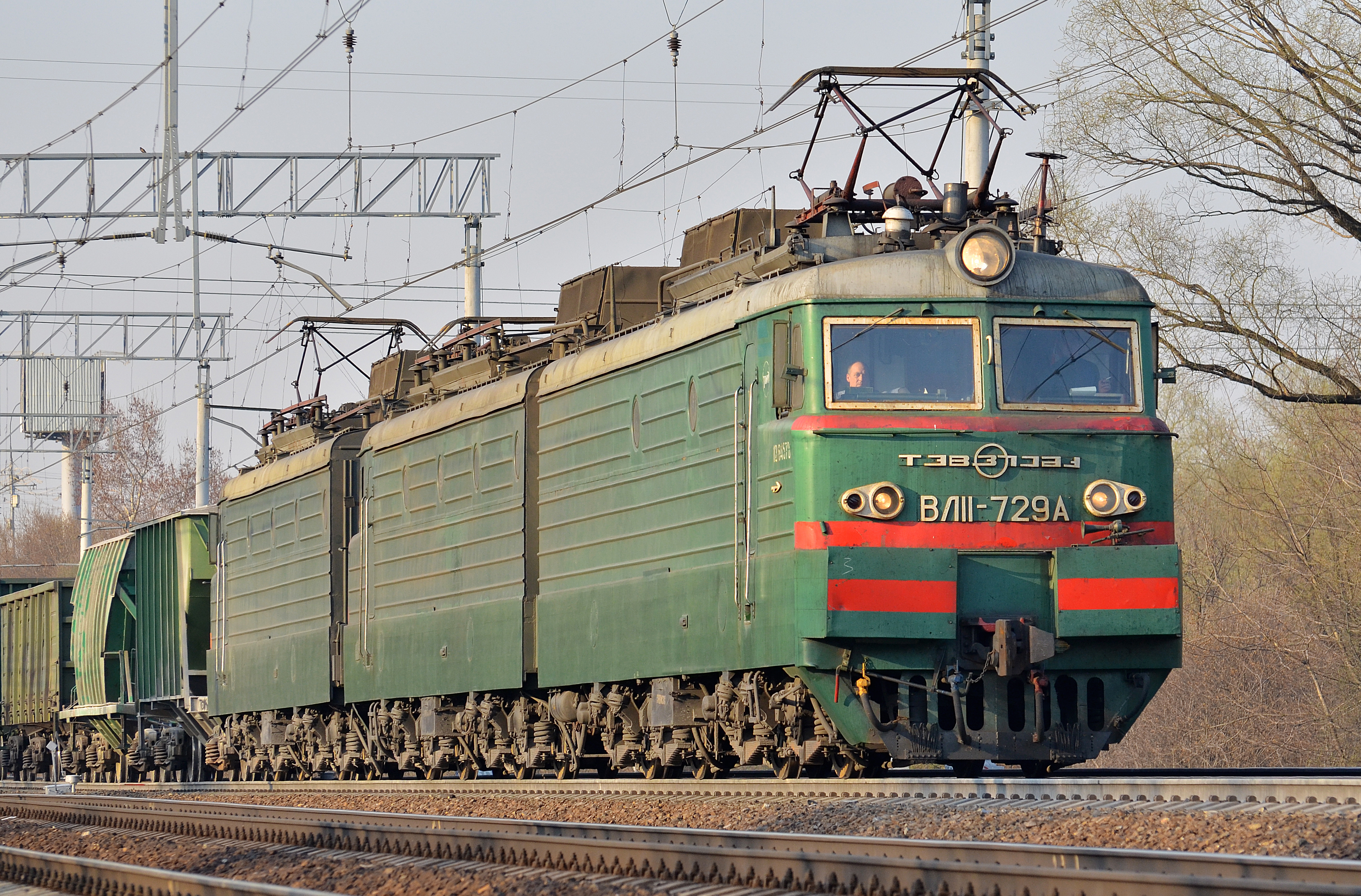
ВЛ11-729 в голове грузового состава

После «устранения» неисправности станция нормально проработала до 9 вечера, пока в 21:15 на неё не прибыл грузовой поезд № 3062, состоящий из 57 вагонов, ведомых электровозом ВЛ11-524 (построен в 1985 году). За ним следовал пассажирский поезд № 22 «Донецк — Москва» (по другим данным - Кисловодск - Ленинград) из 21 вагона, населённостью более 500 человек, ведомый пассажирским электровозом ЧС2-474 (построен в апреле 1965 года, депо приписки ТЧ-3 Мелитополь; локомотивная бригада из депо ТЧ-2 Октябрь, в составе машиниста Герасимова Н. Д. и помощника машиниста Сергеева С. А.). Так как пассажирский поезд из-за грузового выбивался из расписания, то дежурный по станции Ельниково, обязанности которого выполнял уже Трифонов, принял решение выполнить обгон пассажирским поездом грузового, для чего последний направил на боковой путь. Когда, по данным сигнализации на пульт-табло, грузовой поезд полностью оказался на боковом пути, ДСП Трифонов (по другим данным — Труфанов Д. И.) сразу перевёл стрелочный перевод № 8 с «минусового» положения (на ответвление) на «плюсовое» (прямо), после чего открыл входной светофор пассажирскому поезду на проследование станции по 2-му главному пути.

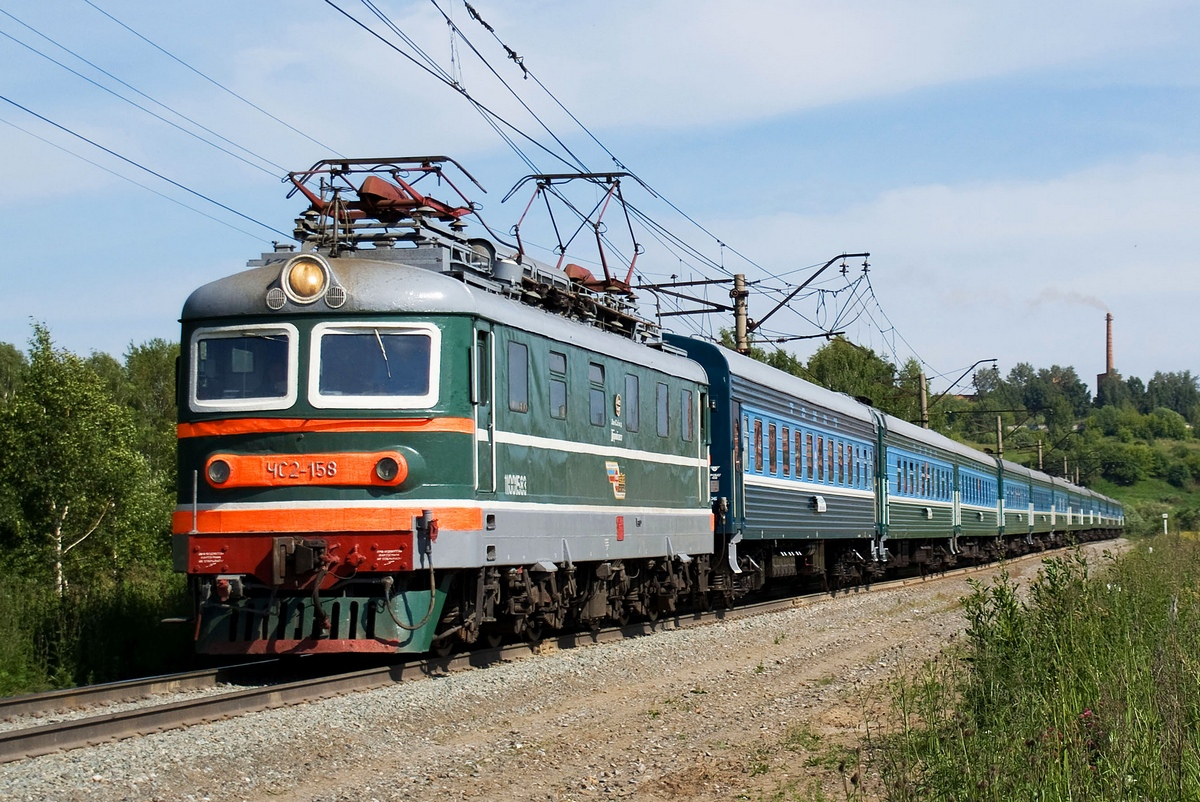
ЧС2-158 во главе пассажирского поезда

Переводя стрелку, дежурный не убедился, что она действительно свободна, тогда как находящийся в хвосте грузового поезда полувагон ещё следовал по боковому отклонению. Ситуацию усугубило то обстоятельство, что данный стрелочный перевод был оборудован и подвижным сердечником крестовины, поэтому часть колёсных пар сошла с пути и направилась в прямом направлении. Вагон отцепило от состава и развернуло поперёк пути. Через несколько минут в 21:20 (по другим данным в 21:18) под зелёный сигнал входного светофора на станцию на высокой скорости въехал пассажирский поезд № 22. В условиях ночи и так как перед станцией была кривая, локомотивная бригада заметила опасность и применила экстренное торможение лишь за 300 метров до препятствия, тогда как расчётный тормозной путь в данной ситуации составил бы 622 метра. На скорости 90 км/ч электровоз ЧС2-474 протаранил грузовой вагон, из-за чего тот отлетел в сторону и врезался в три других грузовых вагона — цистерны с изопентаном, повредив их. Взрывоопасный груз загорелся и детонировал, после чего ударная волна, врезавшись в пассажирский локомотив весом 120 тонн, оторвала его от состава и отбросила на 1-й главный путь, а крыша и вовсе была обнаружена в полусотне метров на 3-м боковом пути. Также сбросило с пути 8 первых пассажирских вагонов, тогда как остальные 13, продолжая двигаться по инерции, въехали в пламя горящих грузовых вагонов. В панике пассажиры стали выбивать стёкла и пытались открыть двери, а когда вагоны остановились, то начали прыгать в снег.
Через несколько минут (по некоторым данным — около 21:36) на станцию с другой стороны по 1-му главному пути на высокой скорости въехал пассажирский поезд № 237 «Москва — Новороссийск» (по другим данным: «Москва — Харьков») населённостью более 200 человек и ведомый пассажирским электровозом ЧС2-672 (построен в августе 1966 года, депо приписки ТЧ-2 Октябрь; локомотивная бригада из депо ТЧ-2 Октябрь, в составе машиниста Павловеца Н. И. и помощника машиниста Стасюка В. Г.). Его локомотивная бригада применила экстренное торможение, что подтверждается технической экспертизой, но ввиду малого расстояния столкновение также произошло на скорости 90 км/ч. ЧС2-672 врезался в ЧС2-474, а затем пламя пожара перекинулось и на этот пассажирский поезд, в результате чего загорелись 7 пассажирских вагонов.

## Ущерб и жертвы
На месте погибли машинист ЧС2-474 Герасимов и 7 пассажиров, ещё 53 человека были госпитализированы. Позже в больнице от полученных травм умерли ещё 3 человека, в том числе помощник машиниста Сергеев. Локомотивная бригада ЧС2-672 успела покинуть электровоз и выжила, потерь среди пассажиров этого поезда также удалось избежать. Всего в катастрофе погибли 11 человек — локомотивная бригада ЧС2-474 и 9 пассажиров поезда № 22 Донецк - Москва. В результате крушения и пожара сгорели до тла электровозы ЧС2-474 и ЧС2-672, были уничтожены 5 грузовых и 17 пассажирских вагонов (3 вагона поезда №237 Москва - Новороссийск сгорели дотла), разрушены 600 метров пути (в том числе стрелочный перевод) и 600 метров контактной сети (в том числе 12 опор), а пожаром повредило лесополосу вдоль путей и даже здание вокзала станции. Общий ущерб по разным оценкам составил от 1,5 до 2,3 миллионов советских рублей (по версии некоторых источников - свыше 2,35 миллионов), движение на направлении Москва — Крым было парализовано на 35 часов, а общий перерыв в движении составил более двух суток.

## Последствия
Электромеханик С. Фирсов, который стал основным виновником катастрофы, был приговорён (по данным прессы) к 4 годам лишения свободы. Также нарушения были в работе дежурных по станции и поездного диспетчера, начальник станции Д. Труфанов, исполнявший обязанности дежурного был приговорён к 5 годам лишения свободы, остальным осуждёным (С. Шепиль и Н. Клавин) назначено наказание в виде 3 лет лишения свободы условно. Позднее вся организация движения поездов на Белгородском направлении была названа неудовлетворительной. Впоследствии Белгородское отделение дороги в границах Белгородской и Курской областей  перешло к Юго-Восточной железной дороге.
В память о трагедии у места крушения был установлен памятный знак. В локомотивном депо ТЧ-2 Октябрь (Харьков) установлен памятник погибшей локомотивной бригаде.